# NGC 6926
NGC 6926 é uma galáxia espiral barrada (SBc/P) localizada na direcção da constelação de Aquila. Possui uma declinação de -02° 01' 44" e uma ascensão recta de 20 horas, 33 minutos e 05,9 segundos.
A galáxia NGC 6926 foi descoberta em 21 de Julho de 1784 por William Herschel.